# Klotjevac
Klotjevac (cyr. Клотјевац) – wieś w Bośni i Hercegowinie, w Republice Serbskiej, w gminie Srebrenica. W 2013 roku liczyła 36 mieszkańców.